# Leonidas Papazoglou

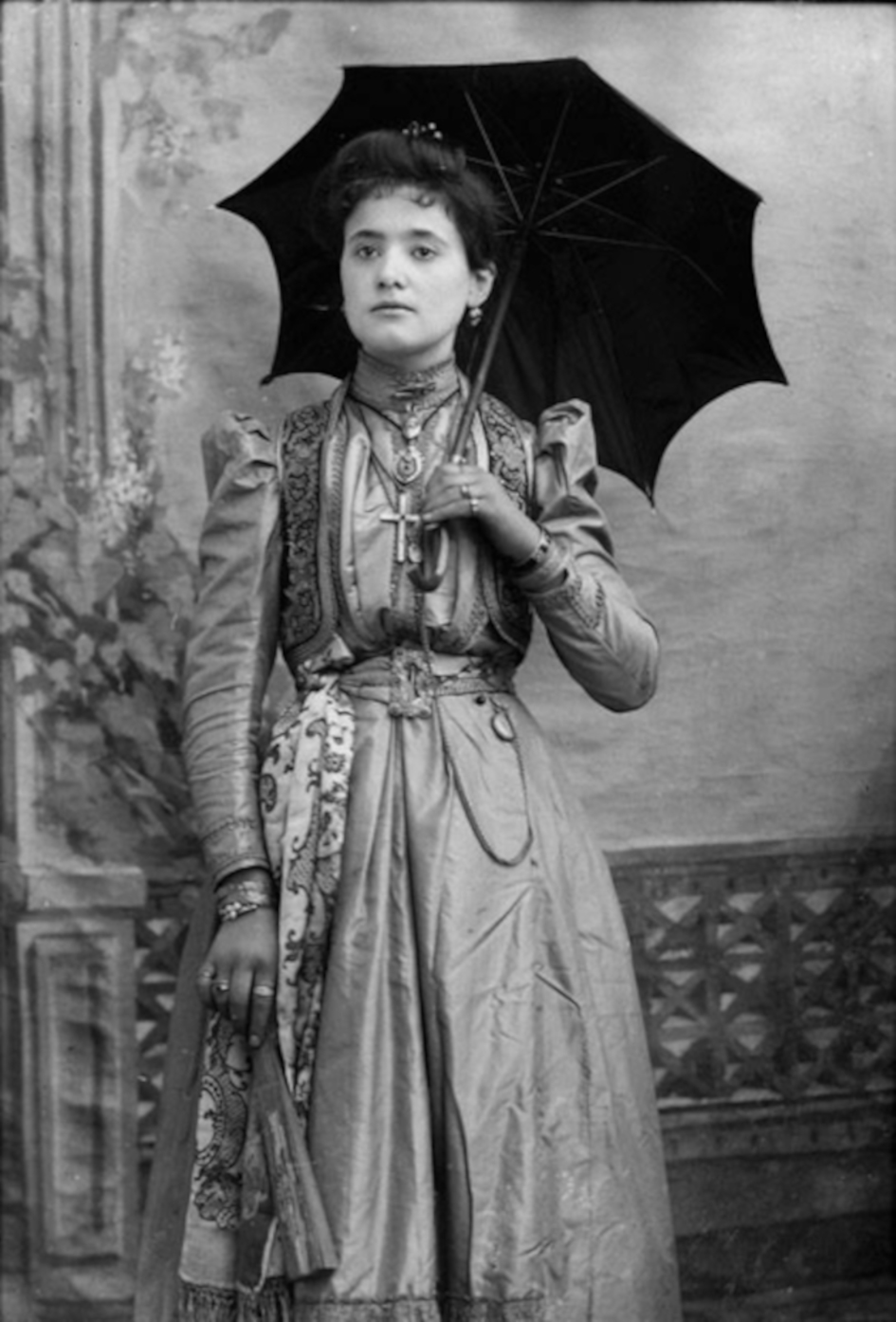
Žena z Kleisoura, Kastoria, počátek 20. století

Leonidas Papazoglou (1872 Kastoria – 1918) byl řecký fotograf aktivní na konci 19. a počátku 20. století.

## Životopis
Narodil se ve městě Kastoria v roce 1872. Jako dítě se přestěhoval se svými rodiči a mladším bratrem Pantelisem do Istanbulu, kde oba bratři studovali fotografii u neznámého zkušeného fotografa. Po smrti svých rodičů se bratři vrátili do Kastoria a v letech 1898 až 1899 otevřeli svůj první fotografický ateliér, čímž zpočátku získali monopol na fotografování v této oblasti. Bratři Papazoglouové byli prvními fotografy narozenými v Kastorii, kdy fotografické potřeby dočasně pokrývali kočovní fotografové, kteří pocházeli z jiných oblastí.
Jeho profesionální kurz se projevuje ve velmi proměnlivém a výbušném období pro region Kastoria, na počátku 20. století, kdy eskalovala národnostní rivalita a osmanský útlak nabýval na intenzitě, ale také kdy se projevoval makedonský boj a nakonec přišlo osvobození oblasti v roce 1913 během první balkánské války.
Snímky Leonida Papazogloua jsou dokumentem každodenního života, událostí a kritických událostí, zachycené prostřednictvím fotografických portrétů jednotlivců, skupin a rodin, obyčejných i významných lidí, ale i partyzánů a vojáků z počátku 20. století. Působil především v oblasti Kastoria, zatímco zřídka pracoval ve městech Siatista a Grevena.
Leonidas Papazoglou zemřel v roce 1918 ve věku 46 let na epidemii španělské chřipky, která v té době sužovala Makedonii. Několik fotografií lze připsat jeho bratrovi.

### Fotografická sbírka
Velká část fotografického archivu neunikla zničení, aby se nakonec zachránilo téměř 2 500 negativů na skleněných deskách. Sbírka, kterou zachránil, uchoval lékař a sběratel George Golombia (1961–2009). O umělci napsal:
Je zřejmé, že objemem i kvalitou je archiv Leonidase Papazogloua významným nálezem pro dějiny fotografie nejen na místní, ale i celostátní úrovni. Jeho práci lze přirovnat k práci dirigenta orchestru, který se svou taktovkou dominuje hudebním nástrojům, brání rozporům a nakonec vytváří harmonii.

Georgios Golombias neváhá srovnávat bratry Papazoglouovy s bratry Manakiovými. Význam sbírky je velmi důležitý, vezmeme-li v úvahu, že fotografický materiál pro Západní Makedonii je v tomto období vzácný, a to zejména z hlediska primárních prvků dění při celostátních soutěžích v regionu.

#### Stálé a putovní výstavy
Velká sbírka fotografa po souhlasu sběratele je umístěna v Muzeu fotografie v Soluni. První uspořádání výstavy se uskutečnilo v roce 2004 jako speciální tematický celek ke 100 letům od začátku makedonského boje. Od té doby se v Řecku i v zahraničí pořádají pravidelné výstavy sbírky:
- Podzim 2004, Muzeum fotografie Soluň (první výstava), Soluň
- Zima 2004, Muzeum Benaki (Piraeus Street Building), Athény
- Zima 2005, Florina Museum of Contemporary Art, Florina
- Jaro 2008, Etnografické muzeum Sofie, Sofie, Bulharsko
- Jaro 2009, Archeologické muzeum Aiani, Aiani, Kozani
- Podzim 2009, Vergos Mansion, Kastoria
- Jaro 2011, výstaviště Rizareio, Monodendri, Ioannina
- Léto 2013, duchovní konferenční centrum Drosopigi, Drosopigi, Ioannina

Od listopadu 2018 je stálá sbírka jeho fotografických děl vystavena v sídle Vergos v Kastorii.

## Fotografie

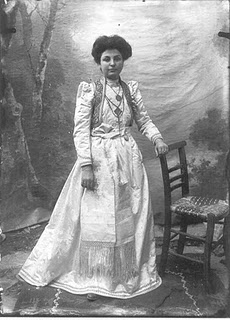
Žena z Kleisoura, Kastoria, počátek 20. století
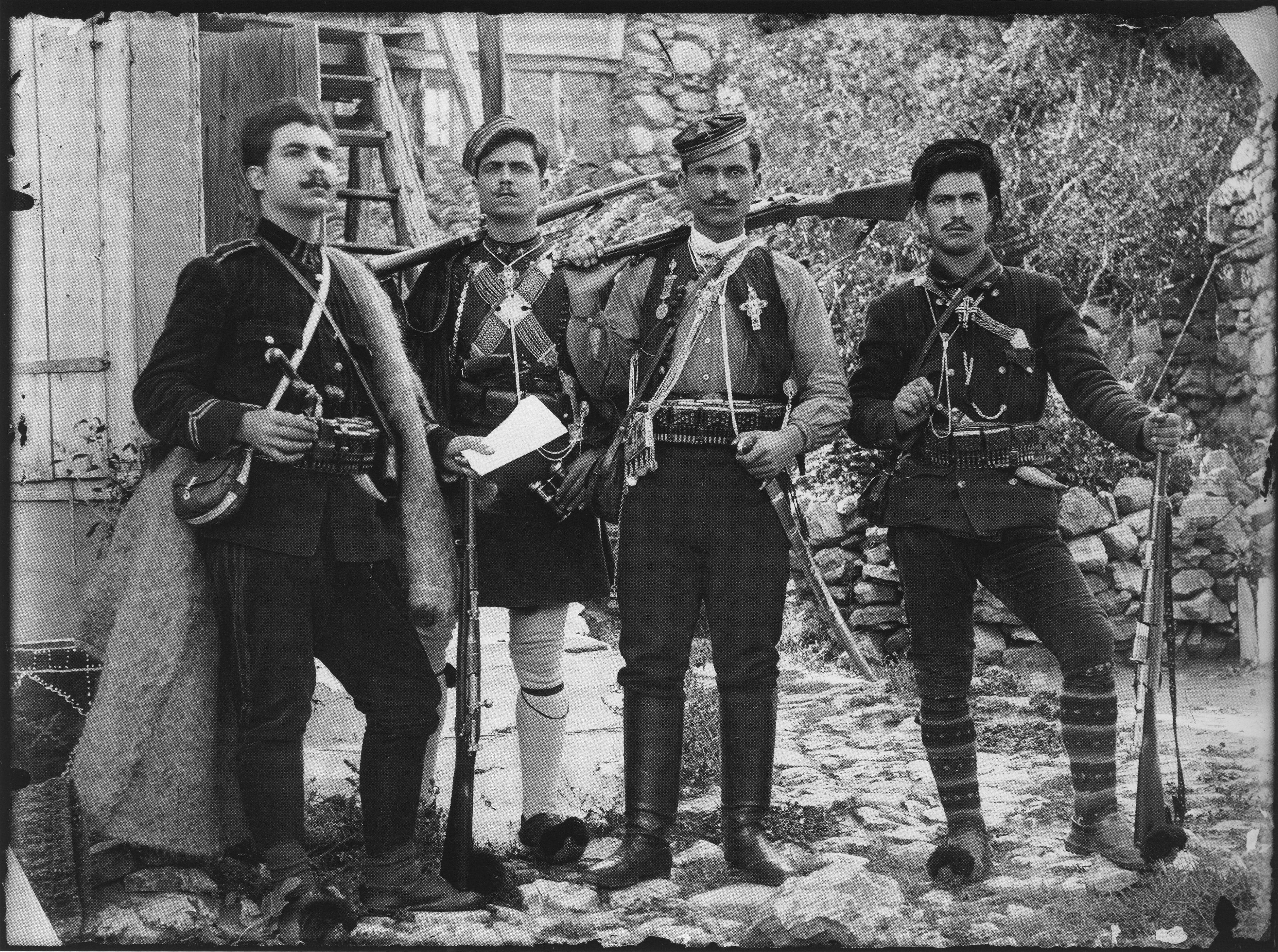
Makedonský válečník Lazos Apostolidis se svými spolubojovníky
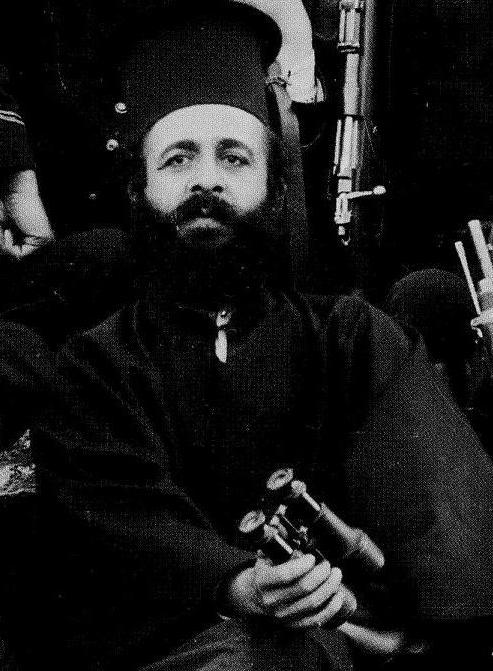
Metropolita Kastoria Germanos Karavangelis ve fotografickém ateliéru Leonida Papazogloua
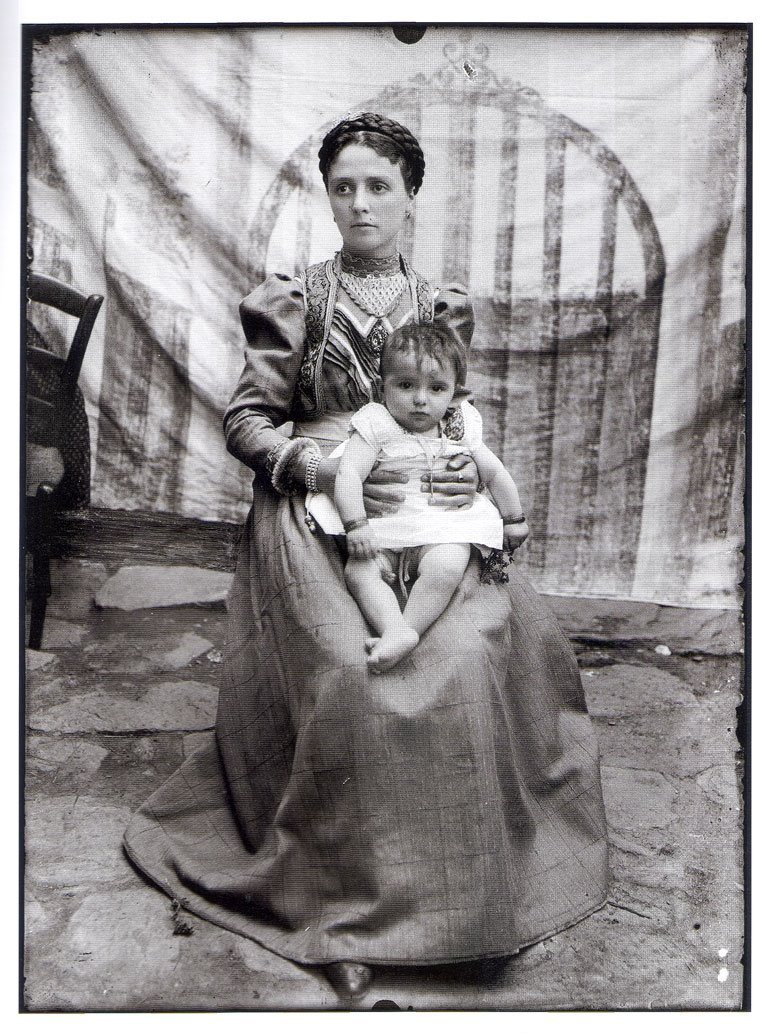
Žena z Kleisoura, Kastoria
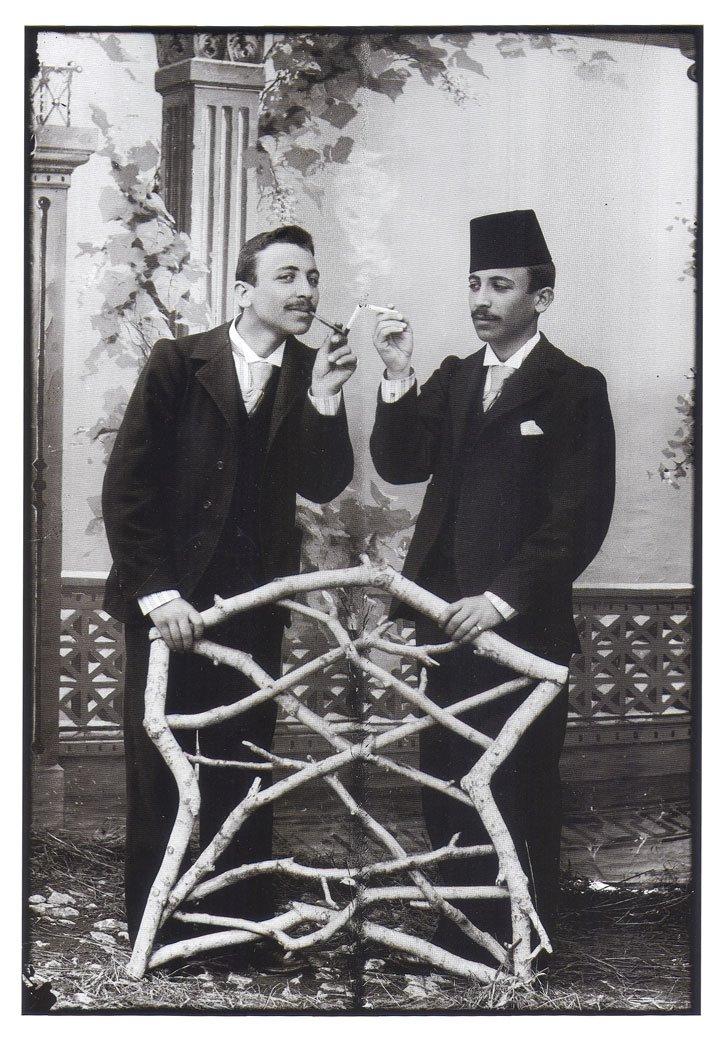
Fotografický trik. Vyobrazen je samotný fotograf Leonidas Papazoglou.
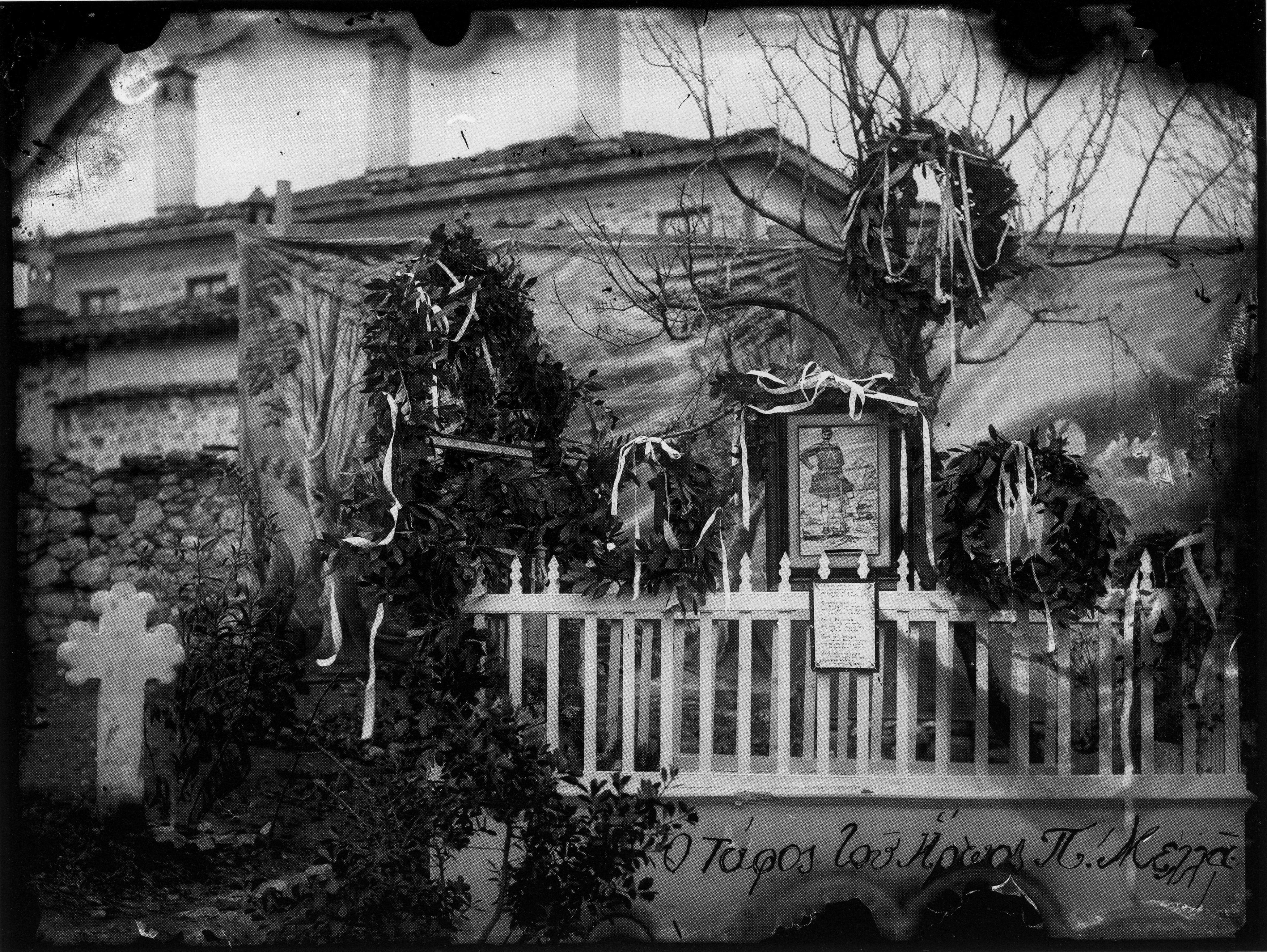
Hrobka Pavlose Melase[p 2]
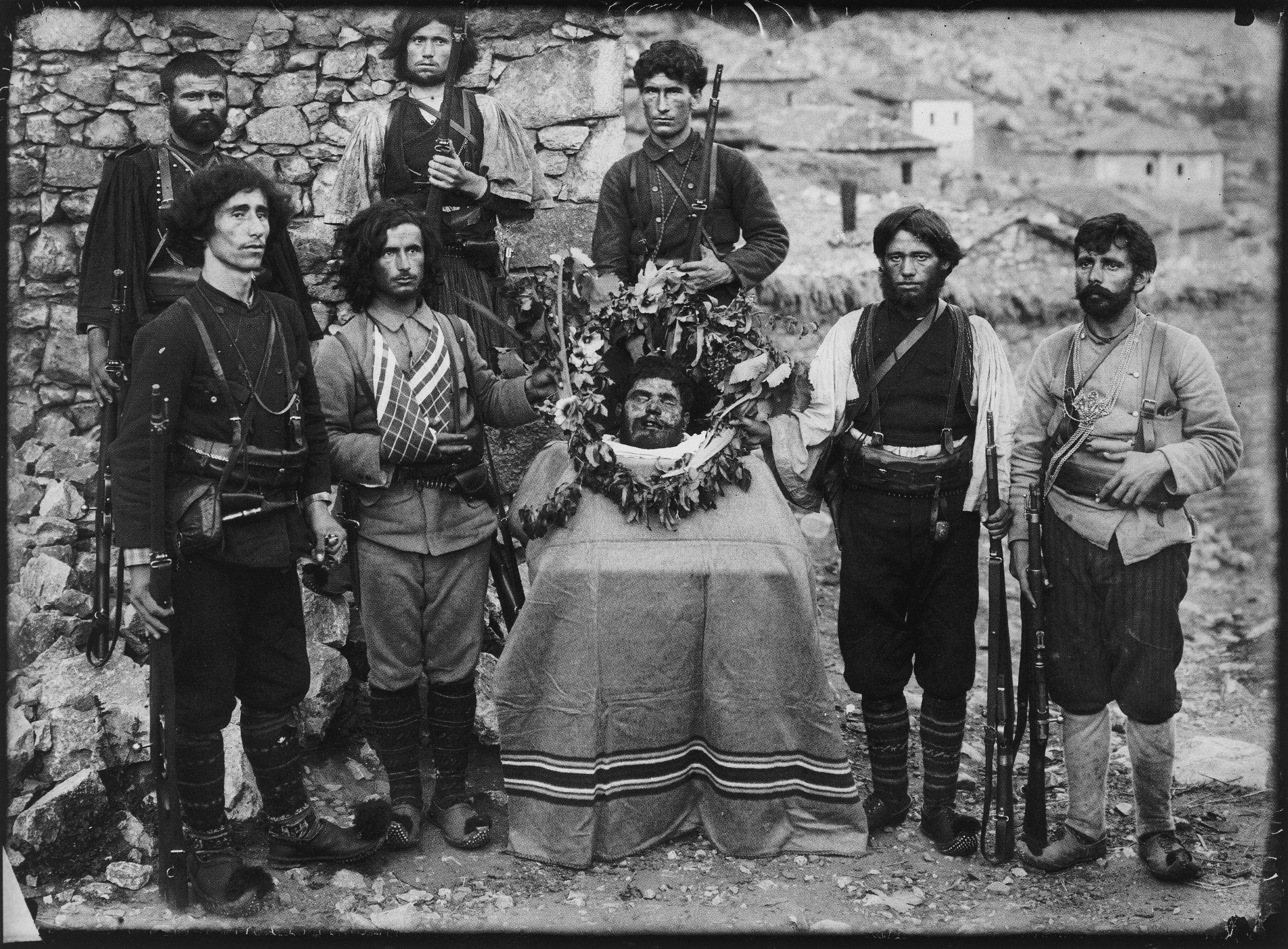
Muži pózují s hlavou Atanase Karshakova
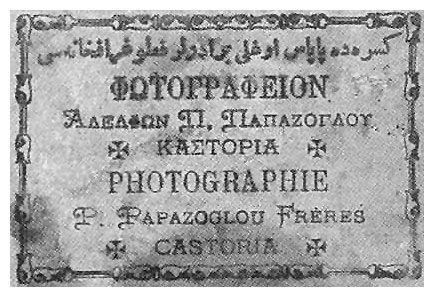
Znak fotoateliéru bratří Papazoglouových[p 3]
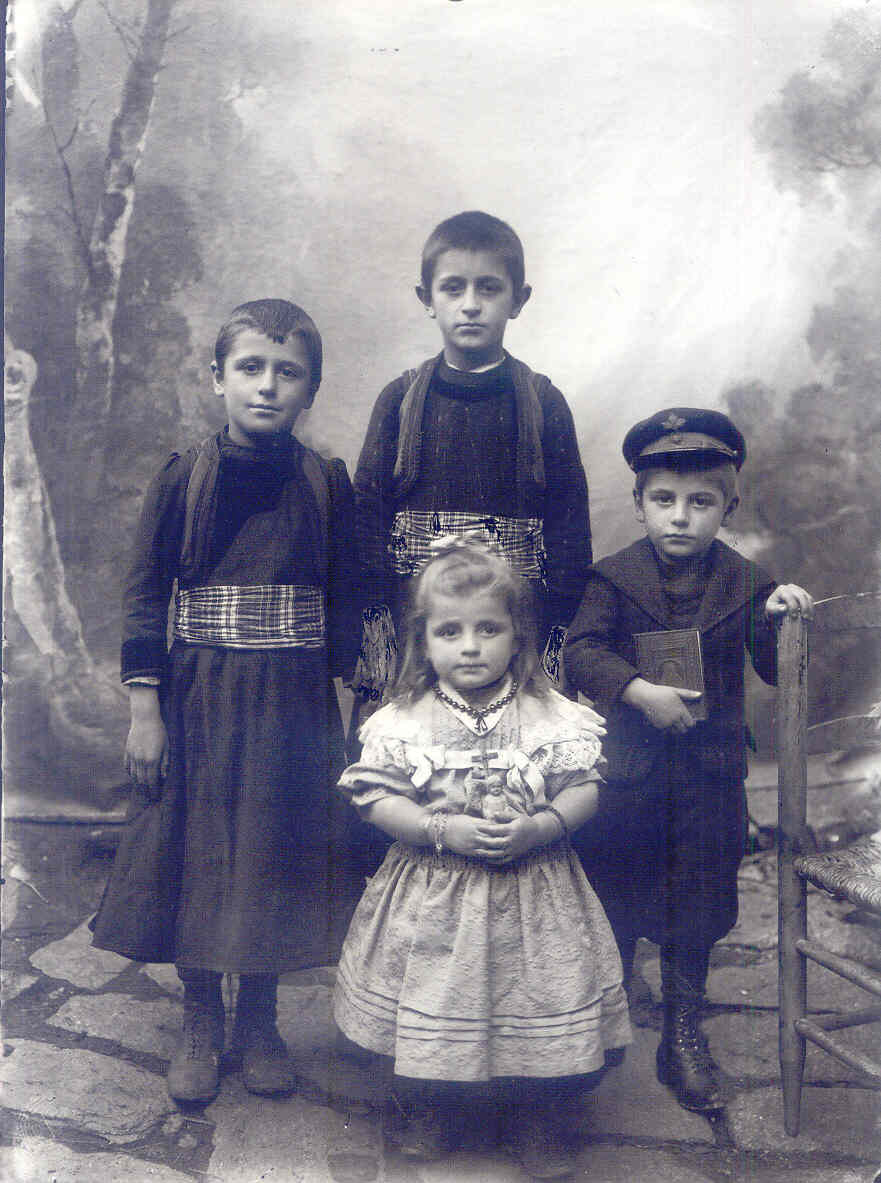
Děti z Kleisoura, počátek 20. století.